# Кусіро (округ)
О́круг Кусіро́ (яп. 釧路総合振興局, くしろそうごうしんこうきょく, МФА: [ku̥ɕiɾo soːgoː ɕinkoːkʲoku̥]) — округ префектури Хоккайдо в Японії. Центральне місто округу — Кусіро. 
Заснований 1 квітня 2010 року шляхом реорганізації О́бласті Кусіро́ (яп. 釧路支庁, くしろしちょう, МФА: [ku̥ɕiɾo ɕi̥t͡ɕoː]). Остання була заснована 1897 року.

## Адміністративний поділ
- Кусіро
- Повіт Акан: Цуруй
- Повіт Аккесі: Аккесі - Хаманака
- Повіт Кавакамі: Сібетя - Тесікаґа
- Повіт Кусіро: Кусіро
- Повіт Сіранука: Сіранука

## Найбільші міста
Міста з населенням понад 10 тисяч осіб:
| № | Місто             | Населення, осіб (2009) |
| - | ----------------- | ---------------------- |
| 1 | Кусіро (місто)    | 188784                 |
| 2 | Кусіро (містечко) | 21536                  |
| 3 | Аккесі            | 11156                  |
| 4 | Сіранука          | 10077                  |